# Colégio Campos Salles
O Colégio Campos Salles é uma instituição de ensino privado, localizada na cidade de São Paulo. Atualmente, o colégio conta com ensino integral e educação infantil, fundamental I e II, bem como ensino médio.

## História[1]
Foi no bairro da Lapa que, em 02 de fevereiro de 1924, o patriarca da família, Professor Augusto Guzzo, fundou a Escola de Comércio Campos Salles. A Lapa era um bairro distante do centro e não possuía água encanada, ruas calçadas, iluminação e escola. O empreendimento provocou então, grande entusiasmo dos moradores das chácaras das redondezas.
Coincidentemente, a rede de água foi inaugurada também naquele ano.
O fundador do complexo educacional Campos Salles, professor Augusto Guzzo, lançou-se à sua obra com a energia que acompanha todos os grandes empreendedores. Preocupava-se com a estabilidade político-econômica do País e com a garantia de um futuro promissor para os jovens brasileiros. Admirava aqueles que, ao longo da História, empenharam-se pela construção de um Brasil sobrerano e forte.
A aspiração do patriarca manifestou-se, sobretudo, da reflexão crítica acerca dos destinos das futuras gerações que, àquela época, viviam nas propriedades ruais que se espalhavam no entorno do que viria a ser um dos mais prósperos e tradicionais bairros do município de São Paulo. A origem da organização está, assim, intimamente ligada à história do bairro que a abriga, de grande significado.
Corria o ano de 1929 quando, pressentindo o que viria a seguir, o professor Guzzo fundou, anexo à Escola, o tiro de guerra que tomou o nome de Escola de Instrução Militar n. 81 Campos Salles, propiciando aos jovens da região a oportunidade de cumprir suas obrigações militares. 
Em 1938, sentindo que sua obra ainda continuava incompleta, criou o jardim e o primário para educar os pequenos. Logo em seguida, apareceu a Universidade de São Paulo e, para ajudar os jovens que a ela desejavam se dirigir, foi ampliada a atuação da Campos Salles, em 1942, com os cursos Ginasial e Colegial.
Percebendo que a oferta de docentes para o curso primário era insuficiente, em 1952 o professor Guzzo criou a Escola Normal Livre Campos Salles, seguindo-se o Curso Técnico de Secretariado e, uma década depois, o Curso Técnico de Administração. Superando os limites de seu tempo e acreditando em seu ideal, em 1971 criou a Faculdade de Educação Campos Salles, marco inicial das Faculdades Integradas Campos Salles.

## Ex-alunos
Dentre os ex-alunos notórios do colégio, pode-se destacar:
- João Antônio Ferreira Filho, jornalista e escritor brasileiro, criador do conto-reportagem no jornalismo brasileiro e contista que se tornou conhecido por retratar os proletários e  marginais que habitam as periferias das grandes cidades.[4]
- Wanderley Cardoso (O Bom Rapaz), cantor e ator brasileiro em filmes e fotonovelas dos anos 1970.
- Flávio Sylvio Rivetti, formado pela FFM/USP, foi presidente da AAAFMUSP - Associação dos Antigos Alunos da Faculdade de Medicina da Universidade de São Paulo e integrava o Conselho Curador da Fundação da Faculdade de Medicina. Referenciado como um dos maiores profissionais que já passaram pela Casa de Arnaldo.[5]
- Antoninho Marmo Trevisan, presidente e fundador da Trevisan Auditores e Consultores, diretor da Faculdade Trevisan, foi presidente da Grant Thornton no Brasil, imortal pela Academia Brasileira de Ciências Contábeis, líder empresarial na categoria Serviços Gerais - eleito pela revista Balanço Anual e Gazeta Mercantil - premiado com o Diploma de Honra ao Mérito Profissional pela Associação Interamericana de Contabilidade[6]
- Gabriela Prioli, advogada e comentarista da CNN Brasil.[7]
- Leandro Mateus Barbosa, conhecido por Leandrinho do Basquete, jogador da NBA.[8]
- Luis Henrique Blanco, jogador de futebol e influencer conhecido como Lucaneta.[9]
- Nicanor Filadelfo Pereira, poeta, cronista e jornalista, foi o primeiro presidente da Câmara Municipal de Jandira, no Biênio 1965-1966.[10]